# El capitán Tormenta
El capitán Tormenta (italiano: Capitan Tempesta) es una novela de aventuras del escritor italiano Emilio Salgari, publicada en 1905. Su primera traducción al español fue editada como dos volúmenes: 1) El capitán Tormenta y 2) El León de Damasco.

## Trama
Año 1570, Famagusta es el último baluarte cristiano en la isla de Chipre, alrededor de la ciudad se extiende el campamento otomano y cada día truenan los cañones. Entre los heroicos capitanes que resisten, se halla el capitán Tormenta, en realidad condesa de Eboli, quien se incorpora a la lucha para intentar liberar a su prometido, el vizconde Le Hussière, capturado por los turcos.